# Hovmantorps säteri
Hovmantorps säteri är beläget i sydvästra Hovmantorp i Hovmantorps socken i Lessebo kommun, vid sjön Rottnen. Egendomen består av cirka tusen hektar sjö och tusen hektar skogsmark. Kräftfiske, jakt, skoglig verksamhet, turism och markförädling är några av gårdens många verksamhetsområden.
Gården har anor från järnåldern med ett gravfält från denna tid vid säteriet nere vid sjöstranden. Hamundatorp nämns första gången 1403.
Hovmantorp var ursprungligen två skattehemman, av vilka det ena såldes till Gustav Vasa 1558. År 1646 köptes det av Håkan Nilsson Skytte. Det andra hemmanet fick på 1580-talet namnet Kårlanda, men förföll och underlades socknens prästgård 1623. År 1653 togs det över av Bertil Nilsson Skytte, som förut också köpt det andra av sin bror. Hemmanen slogs ihop, och 1666 blev Hovmanstorp säteri.
År 1686 ägdes gården av Johan Paulin Olivecrantz, som stod kvar som ägare 1701. I jordeboken 1748 står Maria Christina Berghman, född Rudebeck, som ägare. Hennes man, häradshövdingen G. Berghman, hade köpt godset, troligen av Olivecrantz dotter.
År 1782 ägdes Hovmantorp av lagman Magnus Hellenstierna, som var gift med en fröken Berghman. Senare uppgivna ägare är major Segerheim, gift med en fröken Hellenstierna, samt friherre F.V. von Liewen, gift med fröken Segerheim. Under 1800-talet har gården tillhört generallöjtnanten friherre Elof Rosenblad, död på gården 1838, samt hans son, kammarherren N.A. Rosenblad. 1856 såldes den till Johan Frederik Kjellson, och den har därefter varit i familjen Kjellsons ägo.
Gården är den bebyggelse som givit namn till samhället Hovmantorp.